# Lenin v Pariže
Lenin v Pariže (in russo Ленин в Париже?, "Lenin a Parigi") è un film biografico sovietico diretto da Sergej Iosifovič Jutkevič nel 1981 per la Mosfil'm.

## Trama
Il film esplora con umorismo i quattro anni che il rivoluzionario russo Vladimir Lenin trascorse a Parigi, dal 1909 al 1912. Lenin è rappresentato mentre visita amici, prende parte ad appuntamenti con Inessa Armand (che nel film è innamorata del giovane comunista Aleksandr Trofimov), e molte delle sue riflessioni filosofiche, politiche ed economiche vengono affidate alla voce narrante di un suo primo collaboratore.

## Personaggi
- Vladimir Lenin, interpretato da Jurij Kajurov;
- Inessa Armand, interpretata da Claude Jade;
- Aleksandr Trofimov, interpretato da Vladimir Antonik
- Nadežda Krupskaja, interpretata da Valentina Svetlova;
- Paul Lafargue, interpretato da Pavel Kadočnikov;
- Laura Lafargue, interpretata da Antonina Maksimova;
- Il leader degli anarchici, interpretato da Albert Filozov

## Produzione
La regia del film fu affidata a Sergej Jutkevič, noto per Skanderbeg l'eroe albanese (1954) e Otello il moro di Venezia (1955). L’attore Jurij Kajurov racconta: